# Флаг Старомайнского района
Флаг муниципального образования «Старома́йнский район» Ульяновской области Российской Федерации — опознавательно-правовой знак, служащий официальным символом муниципального образования.
Флаг утверждён 20 сентября 2005 года и внесён в Государственный геральдический регистр Российской Федерации с присвоением регистрационного номера 2208.

## Описание флага
«Флаг муниципального образования „Старомайнский район“ представляет собой прямоугольное полотнище синего цвета с отношением ширины к длине 2:3. Внизу — горизонтальная полоса подобная зубчатой стене жёлтого цвета. В центре — два обнажённых скрещённых меча белого цвета с рукоятками жёлтого цвета».

## Обоснование символики
Синий цвет полотнища символизируют реку Волгу.
Мечи символизируют защиту от набегов.
Семь башен острога — семь поселений муниципального образования «Старомайнский район».

## См. также

Флаги муниципальных образований Старомайнского района
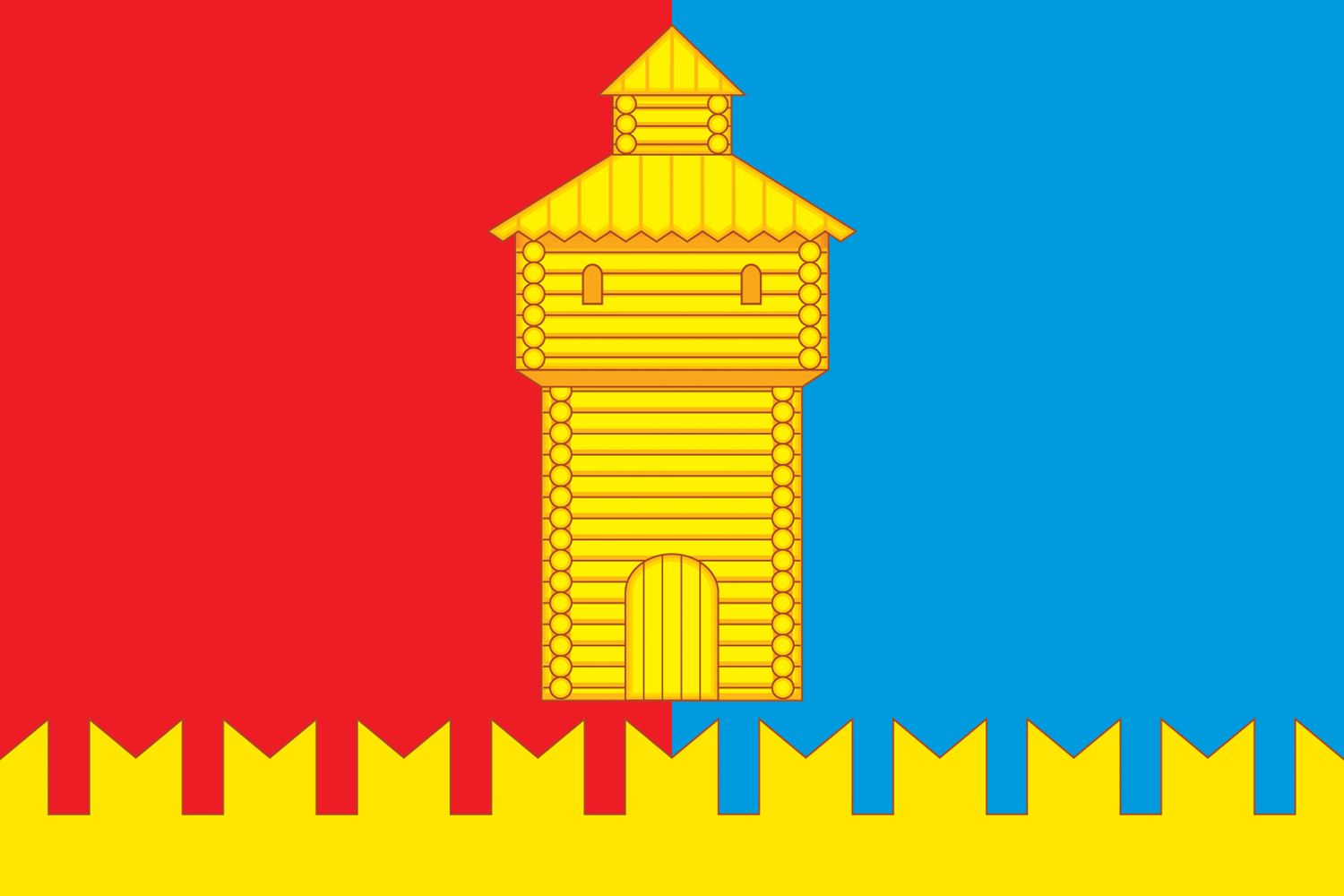
Флаг Старомайнского городского поселения
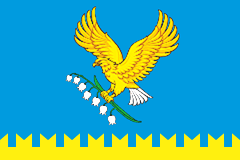
Флаг Жедяевского сельского поселения
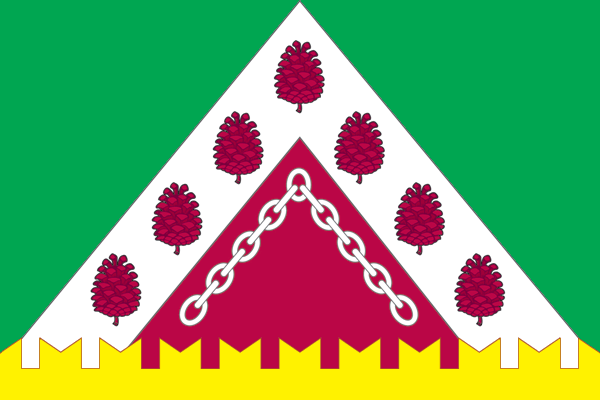
Флаг Кандалинского сельского поселения
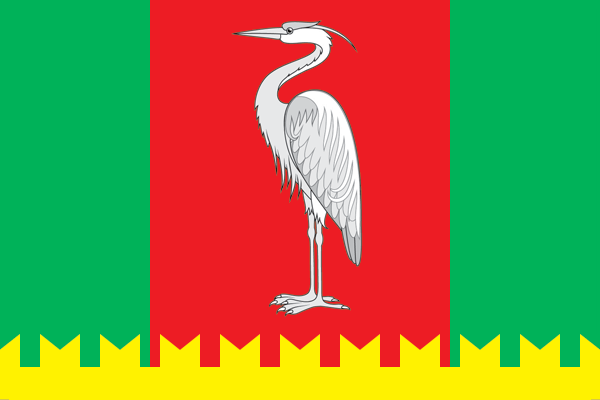
Флаг Краснореченского сельского поселения
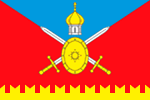
Флаг Матвеевского сельского поселения
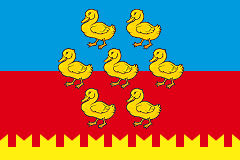
Флаг Прибрежненского сельского поселения
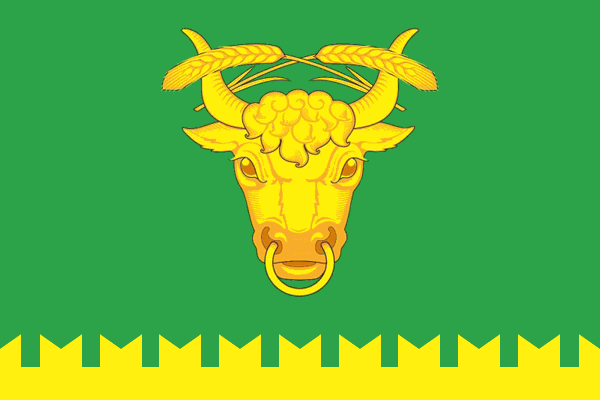
Флаг Урайкинского сельского поселения